# Estació de Xàtiva
|  | Aquest article tracta sobre l'estació de metro a València. Si cerqueu l'estació ferrocarril de la ciutat de Xàtiva, vegeu «Estació de Xàtiva (ferrocarril)». |

L'estació de Xàtiva és una estació subterrània de ferrocarril localitzada al barri de Sant Francesc (districte de Ciutat Vella) de València i que forma part de les línies 3, 5 i 9 de l'operador Metrovalència. L'estació pertany a la zona tarifària A de Ferrocarrils de la Generalitat Valenciana (FGV) i l'Autoritat de Transport Metropolità de València (ATMV). L'adreça oficial de l'estació és el carrer de Xàtiva, número 22.

## Història

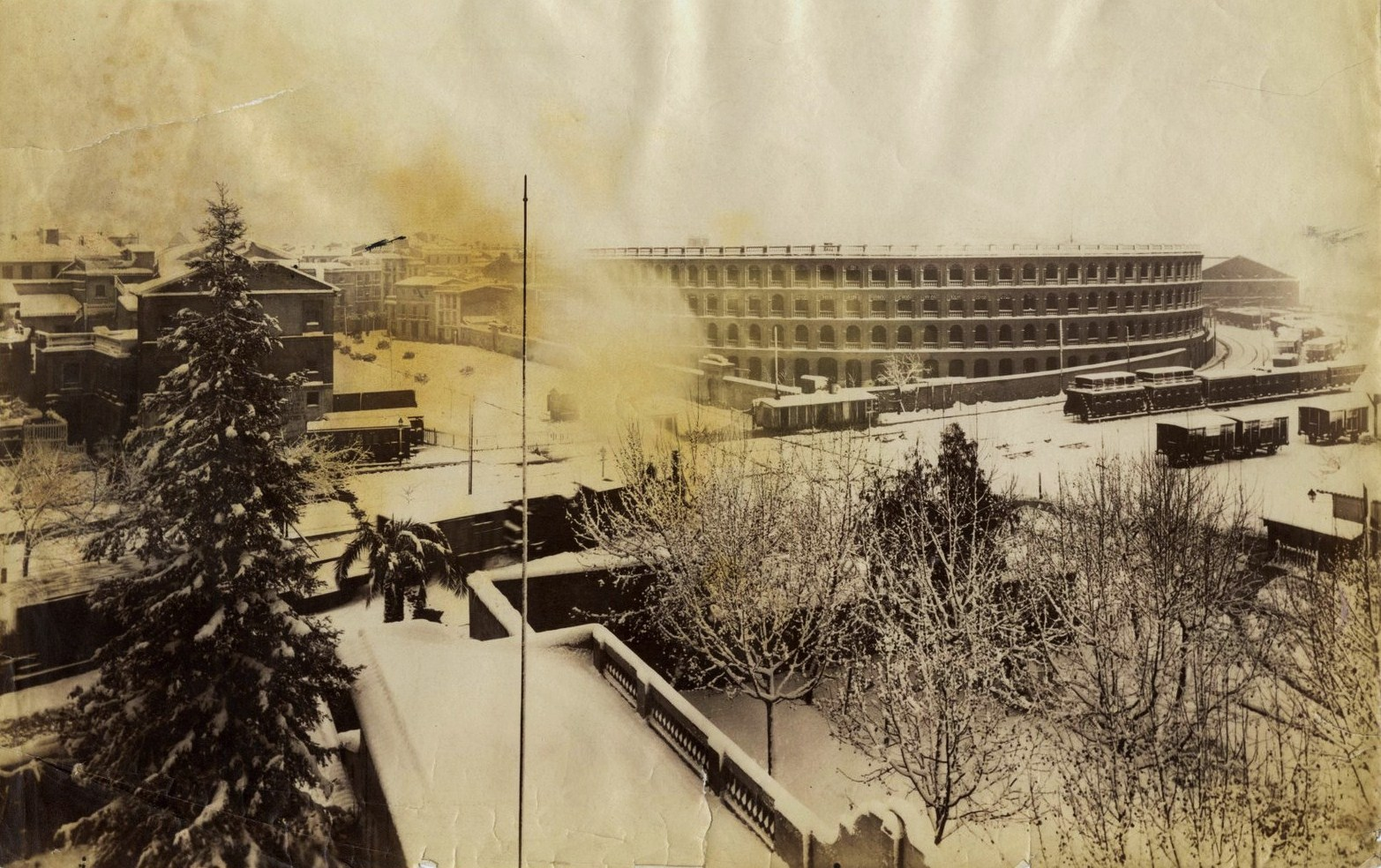
Ubicació de l'estació l'any 1885

L'estació fou inaugurada el 16 de setembre de 1998 amb l'ampliació fins l'Avinguda del Cid de la línia 3; a la inauguració assistiren els reis d'Espanya Joan Carles I i Sofia de Grècia, així com el President de la Generalitat Eduardo Zaplana, el President de les Corts Valencianes Héctor Villalba i l'Alcaldessa de València Rita Barberà. Posteriorment, el 30 d'abril de 2003 s'afegirien a l'estació els convois de la nova línia 5 de Metrovalència, que connectava l'aeroport de València amb l'estació de Marítim passant pel centre de València. L'última incorporació a l'estació tingué lloc el 6 de març de 2015 amb la inauguració de la línia 9 de Metrovalència, que connectà Riba-roja de Túria amb Alboraia. Des de poc després de la seua creació, és l'estació més usada de tota la xarxa de Metrovalència.

## Distribució

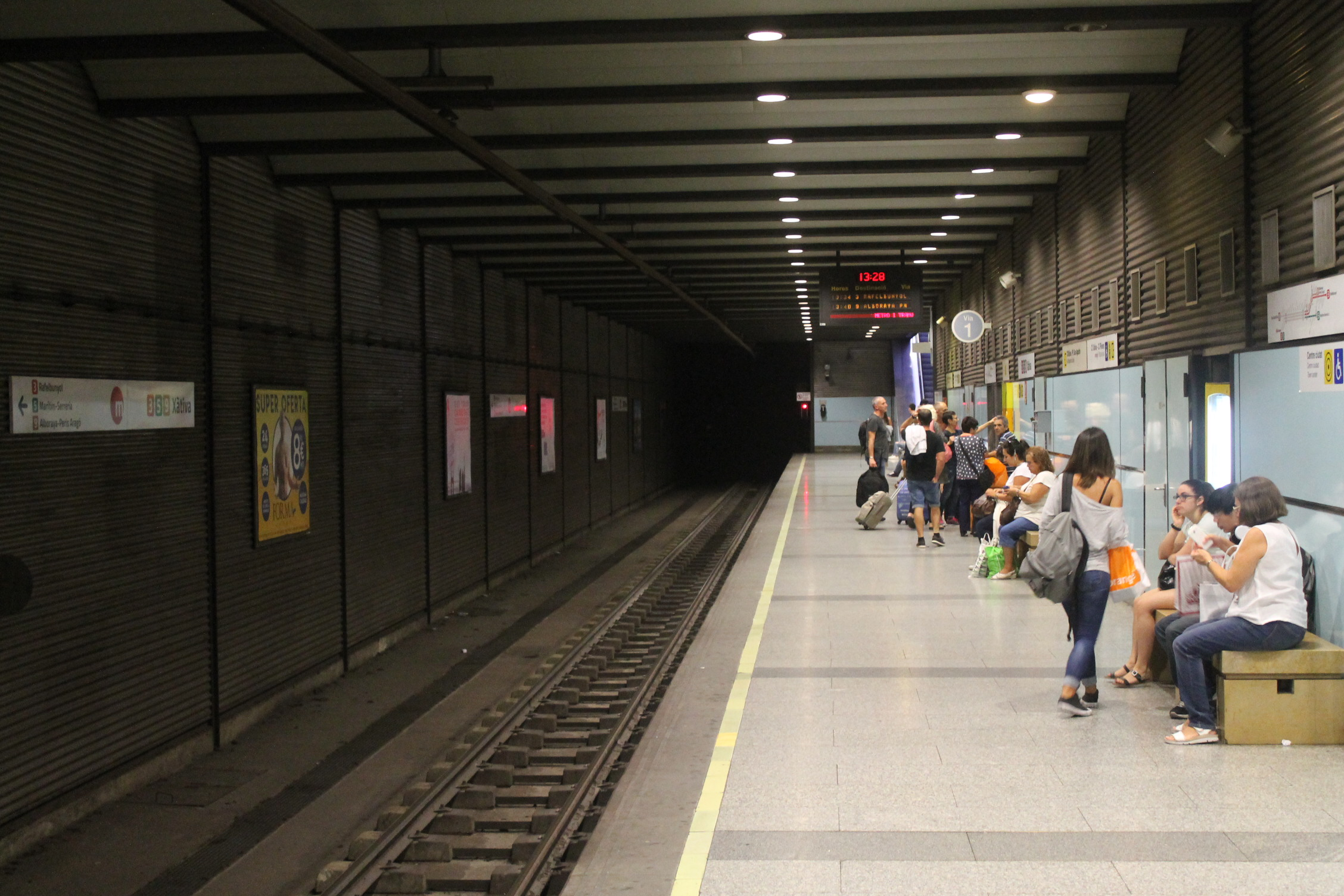
L'andana de l'estació

L'estació es troba localitzada sota terra, dividint-se en tres nivells: el primer on se troben els accessos, oficines i botigues; el segon on s'hi troba l'andana en direcció oest i el tercer on hi ha l'andana en direcció est. Les instal·lacions disposen d'ascensors i escales mecàniques. Les andanes no compten amb mampares de seguretat. L'estació es troba adaptada per a sords, inividents i discapacitats físics.
L'estació disposa de tres accessos: dos d'ells al barri de Sant Francesc, a Ciutat Vella i l'altre al barri de la Roqueta, a Extramurs. El primer accés (amb ascensor i escala tradicional) es troba al carrer de Xàtiva, just davant de l'estació del Nord i serveix d'intercambiador per als viatgers d'aquesta; el segon (amb escala mecànica i tradicional) es troba a l'eixida del carrer de Ribera al carrer de Xàtiva i és, per dir-ho així, el principal; finalment, l'últim accés s'hi troba al carrer de Xàtiva, davant del col·legi de Sant Pau i és l'accés menys utilitzat, comptant només amb escales tradicionals.

### Línies
| Procedència/Destinació | <             | Línia | >     | Procedència/Destinació |
| ---------------------- | ------------- | ----- | ----- | ---------------------- |
| Aeroport               | Àngel Guimerà |       | Colón | Rafelbunyol            |
| Aeroport               | Àngel Guimerà | ...   | Colón | Marítim                |
| Riba-roja              | Àngel Guimerà | ...   | Colón | Alboraia Peris Aragó   |